# Боголюбово (Смоленская область)
Боголю́бово — село в Смоленской области России, в Холм-Жирковском районе. Расположено в северной части области в 35 км к западу от Холм-Жирковского, на правом берегу реки Вопь, в 14 км к югу от границы с Тверской областью.
Население —795 жителей (2007 год). Административный центр Богдановского сельского поселения.

## История
В XVIII в. оно было известно как с. Каменка. В 1856 г. вдова генерал-майора Ермолаева возвела в селе вместо обветшавшей каменную церковь Покрова. В 1943—1960 гг. Боголюбово было центром Батуринского района.
Осенью 1941 года здесь проходила линия фронта и шли ожесточённые бои. 1 467 советских воинов покоятся в братской могиле в с. Боголюбове, 1118 — в братской могиле в д. Ляды (в 3 км к северу от Боголюбова).
В послевоенное время Боголюбово было центром совхоза «Батуринский», которым руководил Герой Социалистического Труда Г. Т. Иванов.

## Экономика
Средняя школа им. М. Горького, почта, библиотека, дом культуры, электроучасток. Дяглевское лесничество, лесоучасток завода ИДК (Игоревский деревообрабатывающий комбинат), больница.

## Памятники
- Скульптура на братской могиле 1467 воинов Советской Армии, погибших в 1941—1943 гг.
- Скульптура на братской могиле 1493 воинов Советской Армии, погибших в 1941—1943 гг.